# Australian Open 2015 – čtyřhra vozíčkářek
Do soutěže čtyřhry vozíčkářek na Australian Open 2015 nastoupily čtyři páry. Obhájcem titulu byla favorizovaná japonsko-britská dvojice Jui Kamidžová a Jordanne Whileyová, jejíž členky ve finále zdolaly nenasazený nizozemský pár Jiske Griffioenová a Aniek van Kootová
Pro obě šampionky trofej znamenala druhé vítězství na úvodním grandslamu sezóny. Svou deblovou dominanci potvrdily pátým vyhraným grandslamem v řadě.

## Nasazení párů
1. Jui Kamidžová /  Jordanne Whileyová (vítězky)
2. Aniek van Kootová /  Jiske Griffioenová (finále)

## Turnaj
| Legenda                                                       |                                                                        |                                                   |
| - Q – kvalifikant - WC – divoká karta - LL – šťastný poražený | - Alt – náhradník - SE – zvláštní výjimka - PR/SR – žebříčková ochrana | - w/o – bez boje - r – skreč - d – diskvalifikace |

### Pavouk
|  | Semifinále | Semifinále                           | Semifinále                     | Semifinále | Semifinále |                                  |                                        | Finále | Finále | Finále | Finále | Finále |
|  |            |                                      |                                |            |            |                                  |                                        |        |        |        |        |        |
|  | 1          | Jui Kamidžová Jordanne Whiley        | 6                              | 6          |            |                                  |                                        |        |        |        |        |        |
|  |            | Sharon Walraven Katharina Krugerová  | 4                              | 3          |            |                                  |                                        |        |        |        |        |        |
|  |            | Sharon Walraven Katharina Krugerová  | 4                              | 3          | 1          | Jui Kamidžová Jordanne Whileyová | 4                                      | 6      | 7      |        |        |        |
|  |            |                                      |                                |            |            | Jui Kamidžová Jordanne Whileyová | 4                                      | 6      | 7      |        |        |        |
|  |            | 2                                    | Jiske Griffioen Aniek van Koot | 6          | 4          | 5                                |                                        |        |        |        |        |        |
|  |            | 2                                    | Jiske Griffioen Aniek van Koot | 6          | 4          | 5                                | Marjolein Buisová Sabine Ellerbrocková | 4      | 2      |        |        |        |
|  |            |                                      |                                |            |            |                                  | Marjolein Buisová Sabine Ellerbrocková | 4      | 2      |        |        |        |
|  | 2          | Jiske Griffioenová Aniek van Kootová | 6                              | 6          |            |                                  |                                        |        |        |        |        |        |